# جويل تشامي
جويل أرميل تشامي نغالاها (من مواليد 25 مارس 1982) هو لاعب كرة قدم كاميروني محترف سابق لعب في مركز مهاجم (كرة قدم).

## المسيرة المهنية
وُلد تشامي في بافانغ. سبق له اللعب مع ستاد لافالوا في الدوري الفرنسي الدرجة الثانية.
في يناير، انضم إلى نادي إيه سي هورسينس الدنماركي في الدوري الدنماركي الممتاز قادمًا من النادي الإسرائيلي هبوعيل كفار سابا وذلك بعد فترة اختبار مع النادي. وقع عقدًا لمدة عام ونصف.

## الحياة الشخصية
ينحدر تشامي من عائلة لاعبي كرة قدم، فأحد إخوته الأكبر هو ألفونس تشامي، اللاعب الدولي السابق في منتخب الكاميرون لكرة القدم، وأخ آخر هو بيرتراند تشامي الذي لعب سابقًا مع غرونوبل فوت 38 وستاد دي ريمس، أما شقيقه الأصغر هيرفيه تشامي فهو لاعب كرة قدم أيضًا.

## وصلات خارجية
جويل تشامي في موقع كرة القدم العالمية.نت 